# Odontocera virgata
Odontocera virgata är en skalbaggsart som beskrevs av Pierre Émile Gounelle 1911. Odontocera virgata ingår i släktet Odontocera och familjen långhorningar. Inga underarter finns listade i Catalogue of Life.